# Digitaler Organismus
Digitale Organismen sind Teile von Computerprogrammen, die sich selbständig vervielfältigen, abgewandelt werden können und sich dadurch in ihrem Verhalten verändern können. Dabei nutzen sie Prinzipien, die aus der Evolutionstheorie und der Genetik stammen.

## Geschichte
Digitale Organismen können bis auf das Spiel Darwin, das 1961 in den Bell Laboratories entwickelt wurde, zurückgeführt werden. Dabei konkurrierten Computerprogramme miteinander, indem sie versuchten, einander bei der Ausführung auf dem Rechner zu stoppen. Eine nachfolgende und ähnliche Umsetzung war das Spiel Core War. In Core War war die beste Strategie, sich so schnell wie möglich zu vermehren und damit den Gegenspielern die Systemressourcen zu entziehen. Computerprogramme innerhalb von Core War konnten sich selber, aber auch Gegenspieler verändern, indem sie Code in dem Speicherbereich, in dem das Spiel simuliert wurde, überschrieben. Das erlaubte den Computerprogrammen, schädliche Anweisungen im Gegenspieler einzubauen, die Fehler verursachten (den Prozess beendeten) oder den Gegenspieler dahingehend umzuprogrammieren, dass er für das ihn manipulierende Programm arbeitet.
Steen Rasmussen am Los Alamos National Laboratory hat die Idee von Core War übernommen und in seinem Core World System weiterentwickelt, indem er einen genetischen Algorithmus eingeführt hat, der automatisch Computerprogramme geschrieben hat. Allerdings konnte Rasmussen keine Evolution von komplexen und stabilen Computerprogrammen beobachten. Es stellte sich heraus, dass die Programmiersprache, in welcher die Computerprogramme in Core World geschrieben waren, nicht stabil genug war und dass die Mutationen oft dazu führten, dass die Funktionalität eines Programms ganz zerstört wurde.
Der Erste, der das Problem der Stabilität lösen konnte, war Thomas S. Ray mit seinem Programm Tierra. Ray hat dabei wesentliche Änderungen in der Programmiersprache eingebaut, wie zum Beispiel, dass es unwahrscheinlicher wurde, dass Mutationen ein ganzes Programm zerstören. Durch diese Änderungen war es zum ersten Mal möglich, dass Computerprogramme in einem komplexen und sinnvollen Weg evolvieren.
1993 begannen Christoph Adami, C. Titus Brown und Charles Ofria mit der Entwicklung des Avida-Systems, welches zwar von Tierra inspiriert war, jedoch wieder wesentliche Änderungen aufwies. In Tierra befinden sich alle Programme im selben Adressraum, was dazu führt, dass sich Computerprogramme überschreiben oder in anderer Art und Weise wechselwirken können. In Avida lebt jedoch jedes Computerprogramm in seinem eigenen Adressraum. Dank dieser Änderung sind Experimente mit Avida sehr viel sauberer und leichter zu interpretieren als solche mit Tierra. Durch Avida begann die Forschung mit digitalen Organismen von einer wachsenden Zahl an Evolutionsbiologen als berechtigter Beitrag zur Evolutionsbiologie angesehen zu werden. Der Evolutionsbiologe Richard Lenski von der Michigan State Universität hat Avida umfangreich für seine Forschung eingesetzt. Lenski, Adami und weitere ihrer Kollegen haben dabei ihre Ergebnisse in wissenschaftlichen Fachzeitschriften wie Nature und den Proceedings of the National Academy of Science (USA) publiziert.